# Sulfuro de plata
El sulfuro de plata es un sólido negro, altamente insoluble en agua, cuya fórmula molecular correspondiente es {\displaystyle {\ce {Ag_2S}}}. 

## Preparación
Se produce al reaccionar nitrato de plata con ácido sulfhídrico.
{\displaystyle {\ce {2Ag^+ + H_2S -> Ag_2S v + 2H^+}}}

## Reacciones
Se disuelve en ácido nítrico diluido y caliente.
{\displaystyle {\ce {3Ag_2S v + 2NO3^- + 8H^+ -> 6Ag^+ + 2NO + 3S v + 4H_2O}}}